# Weekend at Burnsie's
Weekend at Burnsie's, llamado Este Burns está muy vivo en España y Fin de semana con Burns en Hispanoamérica, es un episodio perteneciente a la decimotercera temporada de la serie animada Los Simpson, estrenado el 7 de abril de 2002 en Estados Unidos. Fue escrito por Jon Vitti y dirigido por Michael Marcantel. En el episodio, Homer consume marihuana con fines terapéuticos.

## Sinopsis
Todo comienza cuando, luego de una mala experiencia con comida modificada genéticamente, Marge decide plantar hortalizas en su propio jardín. Los cuervos llegan al lugar para comerse la cosecha, por lo que Marge hace un espantapájaros, el cual asusta a Homer. Homer destruye el espantapájaros, y los cuervos, pronto, ven a Homer como su líder, siguiéndolo a todos lados. Sin embargo, cuando los pájaros atacan a Maggie, Homer los echa del lugar, provocando que los cuervos le ataquen sus ojos. Luego, va al hospital, en donde el Dr. Hibbert le prescribe marihuana medicinal para soportar el dolor.
Homer se vuelve un estereotipo de consumidor de marihuana, e, incluso, le pide a Flanders que le leyese la Biblia entera. Cuando Flanders le ofrece una petición para votar la ley de legalización de la marihuana medicinal en Springfield, Homer agrega su firma. El nuevo estado "drogado" de Homer, además, le permite ser ascendido en la Planta Nuclear a vicepresidente ejecutivo, por lo que esto le permite continuar con su intento de legalizar la droga (sin embargo, sus intentos llegan tarde, ya que los hace un día después de haberse votado en contra de la ley de legalización). Homer es pronto curado de su condición médica y promete que ya no fumará marihuana.
El Sr. Burns le pide ayuda a Homer para dar un discurso en un encuentro de dueños de Plantas Nucleares. Homer le da a Smithers su último cigarrillo de marihuana, y, cuando Smithers lo está fumando y vistiéndose como Judy Garland, Burns aparentemente se ahoga en su bañera. Por eso, en la charla, Smithers y Homer transforman a Burns en una marioneta, moviendo su cuerpo inerte ante el público. El movimiento hace que el corazón de Burns funcione de nuevo. La charla es un éxito, y otra crisis financiera en la Planta Nuclear es evitada.